# حارة مدينة سبأ (صنعاء)

تعديل مصدري - تعديل

حارة مدينة سبأ هي إحدى حارات حي السواد الشمالي بمديرية السبعين إحدى مديريات العاصمة اليمنية صنعاء، بلغ تعداد سكانها 208 نسمة حسب تعداد اليمن لعام 2004.